# La Brède
Brède – miejscowość i gmina we Francji, w regionie Nowa Akwitania, w departamencie Żyronda.
Według danych na rok 1990 gminę zamieszkiwało 2846 osób, a gęstość zaludnienia wynosiła 122 osoby/km² (wśród 2290 gmin Akwitanii Brède plasuje się na 150. miejscu pod względem liczby ludności, natomiast pod względem powierzchni na miejscu 420.).
W 1689 w La Brède urodził się Monteskiusz.